# 김임이
김임이(金任伊, 1811년 ~ 1846년 9월 20일)는 조선의 천주교 박해 때에 순교한 한국 천주교의 103위 성인 중에 한 사람이다. 세례명은 테레사(Theresia)이다.
그녀는 1846년 7월 11일 현석문 가롤로의 집에서 체포된 신심 깊은 여성들 중에 한 사람이다.

## 생애
김임이는 1811년 한양에 있는 한 천주교 집안에서 태어났다. 그녀는 어렸을 때부터, 성인들의 전기를 즐겨 읽으며, 그들의 덕행을 본받아 따랐다. 김임이는 17세에 일생을 처녀로 살기로 결심하였다. 그녀는 하느님을 사랑하고 이웃들 특히 비탄에 빠진 사람들에게 봉사하는 것 외에는 다른 생각이 없었다. 또한 그녀는 목숨이 위태로운 사람들도 돌보곤 하였다.
그녀의 친척들과 친구들은 왜 그녀가 결혼을 하지 않는지 의심하였다. 그녀는 그러한 의심을 피하기 위해서 공주궁의 침모로 들어가서 3년을 보냈다. 그녀는 20세에 아버지를 여의고 교우인 오빠와 함께 이문우 요한의 양모의 집과 몇몇 친척, 친구의 집을 전전하며 살았다.
김임이는 1845년에 김대건 안드레아 신부의 가사도우미로 일할 때 매우 행복해 했다. 그녀는 또 다른 박해를 기다리고 있는 듯 했으며 그것을 반겼다. 한때 그녀는 만일 김 신부가 체포된다면, 자신도 그를 따라 죽음까지 같이 할 것이라고 말했다. 그녀는 그녀의 여동생에게 이 세상에서 오래 살지는 못할 것 같다고 말했다.
김임이는 체포되기 전 날에 그녀의 여동생의 집을 찾아갔다. 여동생은 김임이에게 그날 밤을 자기 집에서 묵으라고 말했지만, 김임이는 교회 지도자들과 중요한 문제들을 논의해야 한다며 현석문 가롤로의 새 집으로 갔다. 그녀는 떠났고, 1846년 7월 11일에 체포되었다.
김임이와 우술임, 이간난 그리고 정철염은 모두 함께 체포되었다. 그들은 두 달 이상을 감옥에서 보냈다. 그들은 감옥에 있는 동안 모두 인내와 사랑 그리고 겸손의 모범을 보여주었다. 그 네 사람 중 김임이는 가장 용감했으며, 다른 사람들의 신앙이 흔들리지 않도록 그들을 격려했다. 관찬 기록(《승정원일기》)에 따르면, 그들은 가혹한 심문과 고문에도 불구하고 그들은 배교하지 않았다고 한다. 1846년 9월 20일에 그 네 명의 여성과 다른 세 명의 교우 중 일부는 장살형을 받아 죽었고 나머지는 그것으로 반죽음이 된 상태에서 교수형을 받아 모두 영광의 순교자가 되었다. 그렇게 김임이가 순교하던 때의 나이는 36세였다.

## 시복 · 시성
김임이 테레사는 1925년 7월 5일에 성 베드로 광장에서 교황 비오 11세가 집전한 79위 시복식을 통해 복자 품에 올랐고, 1984년 5월 6일에 서울특별시 여의도에서 한국 천주교 창립 200주년을 기념하여 방한한 교황 요한 바오로 2세가 집전한 미사 중에 이뤄진 103위 시성식을 통해 성인 품에 올랐다.

## 참고 문헌
- 가톨릭 사전: 김임이
- Catholic Bishop's Conference Of Korea. 103 Martryr Saints: 김임이 데레사 Teresia Kim Im-i 보관됨 2014-12-28 - 웨이백 머신